# Baki (manga)
Pour les articles homonymes, voir Baki.
Baki (グラップラー刃牙, Gurappurā Baki) est un shōnen manga de Keisuke Itagaki, prépublié depuis 1991 dans le magazine Weekly Shōnen Champion de l'éditeur Akita Shoten.
L'histoire de Baki est racontée dans six séries principales : Grappler Baki, publiée entre 1991 et 1999 et compilée en quarante-deux volumes, Baki (バキ, officiellement romanisée New Grappler Baki: In Search of Our Strongest Hero), publiée entre 1999 et 2005 comprenant trente-et-un volumes, Baki - Son of Ogre (範馬刃牙) publiée entre 2005 et 2012 comprenant trente-sept volumes, Baki-Dou (刃牙道, Baki Dō) publiée entre 2014 et 2018 comprenant vingt-deux volumes et Baki Dou (バキ道, Baki Dō) publiée entre 2018 et 2023 comprenant dix-sept volumes. Une sixième série nommé Baki Rahen (刃牙らへん, Baki Rahen) débute en 2023. La version française de la deuxième série est publiée par Delcourt sous le titre Baki. La série est ensuite reprise en version deluxe par Meian depuis août 2022 avec la parution de la première série, suivi de la deuxième et de la troisième.
Le manga est adapté en un OVA de 45 minutes en 1994. Il est également adapté à deux reprises en série d'animation : une première de 48 épisodes produite par Group TAC et diffusée sur TV Tokyo en 2001, et une deuxième produite par TMS Entertainment et diffusée sur Netflix, avec la première saison en 2018 et la deuxième en 2020. La série Hanma Baki - Son of Ogre est produite par TMS Entertainment depuis 2021.
Plusieurs séries dérivées, jeux vidéo et autres produits dérivés ont également vu le jour.

## Synopsis
Baki Hanma est un jeune garçon de treize ans possédant des capacités physiques incroyables héritées de son père, Yujiro Hanma, « la créature la plus forte du monde », aussi appelé « l'Ogre ». Éduqué afin de devenir le plus fort et marcher sur les traces de son père, Baki n'a qu'une chose en tête : vaincre ce dernier.

## Manga

### Grappler Baki
La série originale Grappler Baki (グラップラー刃牙, Gurappurā Baki) est prépubliée dans le Weekly Shōnen Champion entre 1991 et 1999 puis compilée en 42 volumes reliés, et contient les arcs « Champion », « Kid », et « Maximum Tournament ». Une édition deluxe est publiée en 24 volumes sortis entre 2007 et 2008.
La version française de cette dernière est publiée par Meian à partir d'août 2022. Les droits de la série en Amérique du Nord sont acquis par Gutsoon! Entertainment, qui en publie en anglais les 46 premiers chapitres dans son anthologie de manga Raijin Comics sous le titre Baki the Grappler, le premier numéro le 18 décembre 2002 puis de manière discontinue après juillet 2004.

### New Grappler Baki
La deuxième série, Baki (バキ, officiellement romanisée New Grappler Baki: In Search of Our Strongest Hero), parue dans le Weekly Shōnen Champion entre 1999 et le 24 novembre 2005, comprend les arcs « Prisonniers », « Challenge chinois », et « Ali Junior ». Elle est compilée en 31 volumes reliés.
La version française est publiée par Delcourt entre mai 2005 et août 2010 sous le titre Baki. Elle est ensuite publiée par Meian en édition deluxe de 17 tomes à partir de mai 2024 sous le titre New Grappler Baki. La série est également publiée en version anglaise numérique par Media Do International entre août 2018 et août 2018.

### Hanma Baki: Son of Ogre
La troisième série, Hanma Baki  ou Baki Hanma (範馬刃牙, officiellement romanisée Baki: Son of Ogre), est parue dans le Weekly Shōnen Champion entre le 1er décembre 2005 et le 16 août 2012,, puis compilée en 37 volumes reliés. Elle comprend quatre arcs : « La Forteresse d'Oliva », « La Menace préhistorique », « La Boxe de Retsu Kaiou » et la confrontation finale de Yujiro et Baki.
La version française est publiée en édition deluxe de 21 tomes par Meian à partir de juillet 2025.

### Baki-Dou
La quatrième série de la franchise, Baki-Dou (刃牙道, Baki Dō), est parue dans le Weekly Shōnen Champion entre le 20 mars 2014 et le 5 avril 2018, et compilé en un total de vingt-deux volumes reliés. Elle met en scène Miyamoto Musashi défié par divers personnages de Baki après avoir été ressuscité à l'époque moderne.

### Baki Dou
La cinquième série, Baki Dou (バキ道, Baki Dō), est publiée dans le Weekly Shōnen Champion entre 4 octobre 2018 et le 15 juin 2023et compilé en un total de seize volumes reliés. Elle possède le même titre que la série précédente, mais avec le nom Baki écrit en katakana plutôt qu'en kanji, et met en scène Nomi-no-Sukune.

### Baki Rahen
La sixième série, Baki Rahen (刃牙らへん, Baki Rahen), est publiée dans le Weekly Shōnen Champion à partir du 24 août 2023.

### Séries dérivées
Grappler Baki connaît de nombreuses séries dérivées et histoires spéciales.
- Grappler Baki Gaiden (グラップラー刃牙外伝?)

Série dérivée prenant place immédiatement après le « Maximum Tournament », elle relate un match de catch entre Antonio Igari et Mount Toba. Publiée en un volume en 1999.
- Baki: Tokubetsuhen Saga (バキ特別編SAGA?)

Histoire parallèle au volume 15 de la seconde série de manga. Publiée en un volume en 2002
- Baki Gaiden: Scarface (バキ外伝 疵面 -スカーフェイス-?)

Série dérivée écrite et dessinée par Yukinao Yamauchi illustrant les aventures yakuza de Kaoru Hanayama. Prépubliée entre mars 2005 et décembre 2007 dans le Champion Red, puis jusqu'en juillet 2009 dans le Weekly Shōnen Champion. Publiée en 8 volumes.
- Baki Hanma 10.5 Gaiden: Pickle  (範馬刃牙10.5巻外伝ピクル?)

Histoire prenant place après le 10e volume de la troisième série de manga, introduisant le personnage de Pickle. Publiée en 1 volume en 2008.
- Baki Gaiden: Gaia (バキ外伝 GaiA?)

Série dérivée écrite et illustrée par Hitoshi Tomizawa, centrée sur le personnage de Gaia. Prépubliée dans le Weekly Shōnen Champion en 2009.
- Baki Domoe (バキどもえ?)

Série dérivée comique, écrite et dessinée par Naoki Saito. Parue tout d'abord sur le site internet Weekly Shōnen Champion The Web en 2010, puis de manière irrégulière dans le  Weekly Shōnen Champion et finalement dans le Bessatsu Shōnen Champion jusqu'à octobre 2014. Publiée en 3 volumes.
- Baki Gaiden: Kizuzura (バキ外伝 創面?)

Série dérivée écrite et dessinée par Yukinao Yamauchi relatant les aventures de Kaoru Hanayama au lycée. Débute dans le Bessatsu Shōnen Champion en juillet 2012. Publiée en 3 volumes.
- Baki Gaiden: Kenjin (バキ外伝 拳刃?)

Série dérivée écrite et dessinée par Kengou Miyatani relatant les aventures de Doppo. Commence sa parution dans le Champion Red en juin 2013. Publié en un volume.
- Yuenchi: Baki Gaiden (ゆうえんち〜バキ外伝〜?)

Histoires survenant dans l'univers de Baki écrites par Baku Yumemakura, incluant des personnages de ses propres romans Garōden et Shishi no Mon, et dessiné par Keisuke Itagaki. Prépubliées dans le Weekly Shōnen Champion depuis 2018.
- Baki: Revenge Tokyo (バキ REVENGE TOKYO?)

Série dérivée spéciale de cinq chapitres, chacun suivant l'un des prisonniers du couloir de la mort de l'arc « Most Evil Death Row Convicts », ajoutés à la nouvelle édition de Baki (新装 版バ キ, Shinsōban Baki) en 2018.

## Adaptations

### OVA
Une original video animation (OVA) de 45 minutes sort au Japon en 1994, adaptant de manière fidèle les premiers volumes de la première série, notamment le combat entre Baki Hanma et Shinogi Koushou. Il est licencié en Amérique du nord sous le titre Grappler Baki: The Ultimate Fighter par Central Park Media en VHS le 1er décembre 1996 et en DVD le 1er décembre 1998. Il est ensuite diffusé par Manga Entertainment en Australie et au Royaume-Uni.  En France, cet OAV a été doublée et diffusée en version française[réf. souhaitée].
Un original animation DVD (OAD) de 15 minutes intitulé Baki: Most Evil Death Row Convicts Special Anime (バキ 最凶死刑囚編SP(スペシャル)アニメ, Baki saikyōshikeishū-hen SP (supesharu) anime) est inclus avec la première édition du 14e volume de Baki-Dou le 6 décembre 2016, adaptant l'arc du même nom de la seconde série du manga. Produit par Telecom Animation Film, il est réalisé par Teiichi Takiguchi et suit cinq détenus internationaux qui sortent de prison et se rendent au Japon,.

### Séries d'animation

Logo original de l'anime de 2018.

Une première série d'animation de 24 épisodes est diffusée sur TV Tokyo entre le 8 janvier 2001 et le 25 juin 2001, adaptant la première série mais changeant l'ordre des arcs, et éludant les chapitres adaptés dans l'OVA précédente. L'anime est produit par le label de musique Free-Will. Une seconde adaptation animée de 24 épisodes, intitulée Grappler Baki: Maximum Tournament (グラップラー刃牙 最大トーナメント編, Gurappurā hakiba saidai tōnamento-hen) et suivant cet arc du manga est diffusée entre le 23 juillet 2001 et le 24 décembre 2001. Les musiques sont composées par Project Baki et les chansons interprétées par Ryōko Aoyagi. Pour la première série, le générique d'ouverture est Ai Believe (哀 believe) et celui de fin Reborn. Pour la seconde, le générique d'ouverture est All Alone et celui de fin Loved.... La bande originale sort le 27 mars 2003. Les deux séries sont licenciées en France par Déclic Images[réf. souhaitée] et en Amérique du nord par Funimation Entertainment, qui diffuse également les épisodes sur sa chaîne télévisée, Funimation Channel, en 2006, avec la chanson Child Prey du groupe Dir En Grey comme générique d'ouverture.
En décembre 2016, une adaptation animée de l'arc « Most Evil Death Row Convicts » de la seconde série de manga est annoncée. Intitulée Baki, elle est composée de 26 épisodes réalisés par Toshiki Hirano et produite par TMS Entertainment avec un chara-design de Fujio Suzuki et un script supervisé par Tatsuhiko Urahata. La série est diffusée sur Netflix le 25 juin 2018 au Japon et le 18 décembre 2018 dans le reste du monde,,. La série est également diffusée sur Tokyo MX1 à partir du 1er juillet 2018. Le générique d'ouverture est Beastful de  Granrodeo et celui de fin Resolve de Miho Karasawa interprété par Azusa Tadokoro. Le 19 mars 2019, Netflix renouvelle la série pour une seconde saison. Le 5 mars 2020, la majeure partie de l'équipe précédente de TMS Entertainment est annoncée sur le projet avec un nouveau réalisateur et un nouveau chara-designer. Les 13 épisodes sont diffusés exclusivement sur Netflix le 4 juin 2020. Le générique d'ouverture est interprété par Granrodeo et celui de fin par Ena Fujita,.
En septembre 2020, l'adaptation de la troisième série, Hanma Baki - Son of Ogre, faisant suite à la seconde saison de la série Netflix, est annoncée. Les douze épisodes sont sortis le 30 septembre 2021 sur Netflix. Le générique d'ouverture, Treasure Pleasure, est interprété par Granrodeo et le générique de fin, Unchained World, par Generations from Exile Tribe (en). Une seconde saison est annoncée en mars 2022. La première partie est diffusée sur Netflix le 26 juillet 2023 et la seconde partie le 24 août 2023.

### Jeux vidéo
Plusieurs jeux prenant place dans l'univers de Baki ont vu le jour. Un jeu de combat est notamment développé par Takara Tomy pour la PlayStation 2, Grappler Baki: Baki Saikyō Retsuden (グラップラー刃牙 バキ最強列伝, Gurappurā Baki - Baki Saikyō Retsuden), sort au Japon en 2000 et sous le titre Fighting Fury au Royaume-Uni en 2003.

## Produits dérivés
En France, la société Héros En Stock - HES, dispose des droits officiels pour créer et commercialiser des statues en résine de collection de taille 1/6. Yujiro Hanma, le père de Baki et créature la plus forte sur Terre, est leur première réalisation.